# Antonie van Goudoever

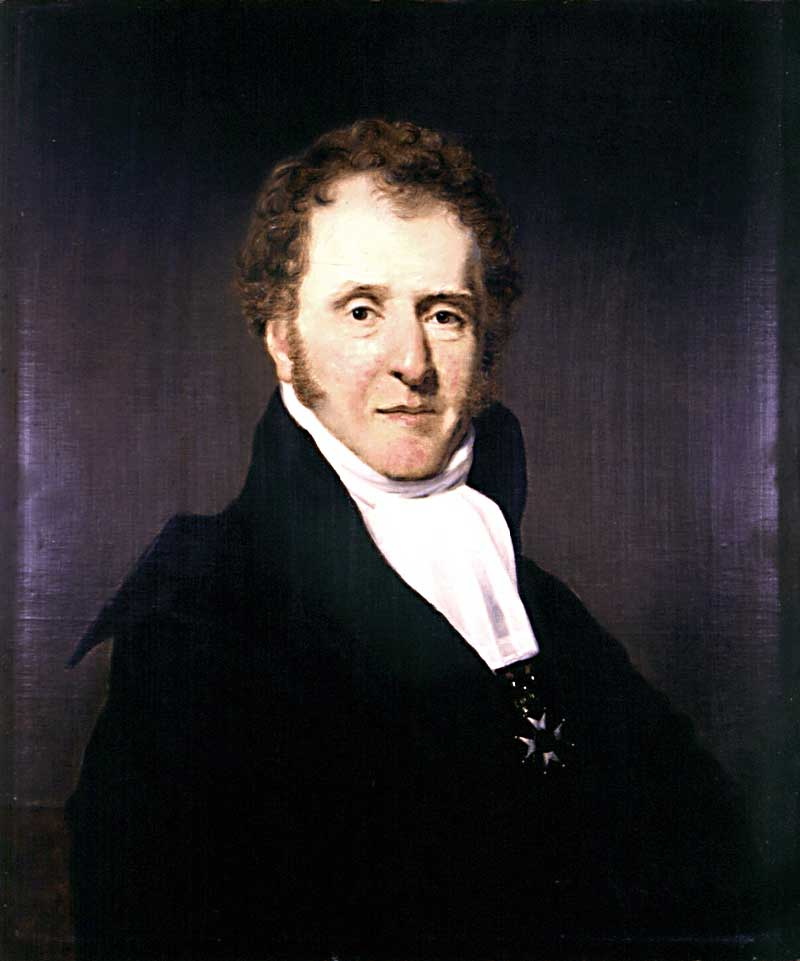
Antonie van Goudoever

Antonie van Goudoever auch: Antonius van Goudoever (* 1. Mai 1785 in Utrecht; † 7. September 1857 ebenda) war ein niederländischer Klassischer Philologe.

## Leben
Antonie war der Sohn des Notars und Bierkommissionierers Ernestus van Goudoever und dessen Frau Catharina van der Pauw, die Tochter des Utrechter Notars Luyt van der Pauw. Als sechzehnjähriger immatrikulierte er sich am 18. September 1801 an der Universität Utrecht, wo er als achtzehnjähriger ein Studium der Rechte begann. Während seines Studiums war er nicht unwesentlich von Philipp Wilhelm van Heusde beeinflusst, promovierte am 17. Juni 1808 unter Cornelis Willem de Rhoer zum Doktor der Rechte und wurde im selben Jahr Rektor der Lateinschule in Zwolle. Einer seiner Schüler war hier unter anderem 1814 Johan Rudolf Thorbecke. Nachdem er eine Berufung als Professor ans Athenaeum in Deventer abgelehnt hatte, berief man ihn am 16. Oktober 1815 zum Professor für antike Philosophie und Literatur an die Utrechter Hochschule.
Nachdem man ihm am 10. Januar 1816 die Ehrendoktorwürde der Philosophie verliehen hatte, trat er am 22. Januar 1816 die ihm übertragene Professur mit der Rede Oratio de antiquis historicis cum recentioribus comparatis an. 1820 lehnte er eine Berufung an die Universität Leiden ab und übernahm er 1827/28 das Rektorat der Utrechter Universität. Seine Vorlesungen behandelten die klassische Literatur und die Pädagogik, bis zu seiner am 17. Mai 1855 erfolgten Emeritierung. Goudoever war Ritter des Ordens vom niederländischen Löwen, 1816 Mitglied der provinziellen Utrechtschen Gesellschaft für Wissenschaft und Künste, seit 1810 Mitglied des königlichen Instituts der Niederlande und 1813 Mitglied der Gesellschaft der niederländischen Literatur in Leiden.
Goudoever heiratete 1810 in Amsterdam Johanna Elisabeth Kreling (geb. 1791). Von den Kindern kennt man:
- Catharina Elisabeth van Goudoever (* 28. April 1811 in Zwolle; † 9. Januar 1897 in Den Haag) verh. 26. Juli 1850 in Utrecht mit Jan Carel Hinlopen (* 29. April 1804 in Utrecht; † 6. April 1868 in Den Haag)
- Willem van Goudoever (* um 1816 in Zwolle; † 11. Januar 1848 in Utrecht;)
- Enno Kreling van Goudoever (* um 1820 in Zwolle; † 7. März 1838 in Utrecht;)
- Geertruida Sara Louisa van Goudoever (* 15. September 1818 in Utrecht; † 13. Februar 1899 in Den Haag) verh. 14. April 1859 in Utrecht mit Johan van Outeren (* um 1813 in Leiden)

## Schriften
- Disputatio philologica De historicis Polybii laudibus. Utrecht 1809 (Online)
- Oratio de antiquis historicis cum recentioribus comparatis. Utrecht 1816 (Online)
- Oratio de diversa eloquentiæ Romanæ conditione libera republica et sub imperatoribus. 1819 (Online)
- De diversa Eloquentiae Romanae conditione libera republica et sub Imperatoribus. In: De Commentationes van de 3de klasse van het Kon. Ned. Instituut. Amsterdam 1824, Vol. III.
- Redevoering tot viering van het 50 jarig bestaan van het Provinciaal Utrechtsch Genootschap, op den 26 Junij 1824. Utrecht 1825
- Oratio de Francisco Petrarcha, literarum humaniorum Seculo XVIinstauratore praecipuo. Utrecht 1829 (Online)
- Abhortatio ad studiosos reipublicae causa in bellum abituros. In: Studenten Almanak Utrecht. 1830
- Gratulatio post eorum reditum. In: Studenten Almanak Utrecht. 1832.
- Sermo post obitum Heusdii ad discipulos habitus. 1839 (Online)
- Levensberigt van wijlen van Philippus, Willem van Heusde. Utrecht, 1840
- Hulde aan wijlen Ph. W. van Heusde, bij zijn graf hem toegebragt.
- Mededeelingen nopens de heerbanen en den cursus publicus in het Romeinsche Rijk. In: Tijdschrift het Kon. Ned. Instituut. Amsterdam 1846
- Disputatio de loco Sallustii in Bello Catilinario Cap. 18. hab. d. 15 Maji 1847. In: De Commentationes van de 3de klasse van het Kon. Ned. Instituut. Amsterdam 1855, Vol. VII.
- Epistola ante Supplementum Catalogi Bibl. Acad. Rheno-Trajectinae. Utrecht 1845